# Ramlösa
Ramlösa è una marca di acque minerali, parte del gruppo Carlsberg. Sgorga da una sorgente all'interno del Ramlösa Brunnspark, localizzato nella parte meridionale dell'area svedese di Helsingborg. Le fonti Ramlösa sono utilizzate dal 1707. Acqua molto diffusa nell'Europa settentrionale, è considerata un'acqua minerale di qualità esportata in tutto il mondo. Oltre alla classica acqua naturale o gassata, Ramlösa ha introdotto una serie di acque aromatizzate a diversi gusti: pera, limone, melograno, cactus, caco/pompelmo ed altre.